# زحمت را کم کن
زحمت را کم کن (به انگلیسی: Pack Up Your Troubles) فیلمی کمدی به کارگردانی جرج مارشال و ری مک‌کری، تهیه‌کنندگی هال روچ، محصول ۱۹۳۲ سینمای آمریکا، با نقش‌آفرینی لورل و هاردی است.

## داستان
آوریل سال ۱۹۱۷، با آغاز جنگ، سربازی اجباری ارتش آغاز می‌شود. در این میان لورل و هاردی نیز به‌اجبار به جنگ فرستاده می‌شوند و ساده‌لوحی آنها در جنگ ماجراهایی می‌آفریند. آن‌ها همرزمی به نام ادی اسمیت دارند که از همسرش جدا شده و دخترش نزد همسرش زندگی می‌کند. ادی در جنگ اسیر و کشته می شود و پس از جنگ لورل و هاردی در صدد برمی‌آیند به دختر وی که تحت سرپرستی خانواده‌ای بی‌صلاحیت است کمک کنند. اما مشکل همیشگی‌شان یعنی بی‌پولی و موانع قانونی سد راه‌شان است.